# Кацусика
Кацусика (яп. 葛飾区 Кацусика-ку) — один из специальных районов Токио (с  15 марта 1947 года). По состоянию на 1 мая 2020 года численность населения составляла 455 955 чел., плотность — 13,102 чел./км ². Общая площадь района — 34,80 км². В Кацусика расположен храм буддийской школы Нитирэн.

## География
Район расположен в северо-восточной части Токио. Он находится на аллювиальной равнине (в дельте реки), ниже уровня моря. Кацусика граничит с тремя специальными районами Токио: Адати, Эдогава и Сумида, а также с городами Мацудо (в префектуре Тиба), Мисато и Ясио (в префектуре Сайтама). Основные реки: Эдогава, Аракава и Аясэгава. Накагава и Син-Накагава протекают через Кацусику частично.

### Основные кварталы
- Татэиси
- Аото

## Экономика
В Кацусика базируется корпорация «Takara Tomy»  (игрушки). В районе расположены торговые центры и универмаги «Арио», «Ито-Ёкадо», а также технологический центр компании «Мицубиси Гэс Кэмикл» и центральная тюрьма Токио. 

## Города-побратимы
- Австрия, Флоридсдорф, Вена;
- Китай, Фэнтай, Пекин.

## Галерея
- Парк Мицумото
- Мост Иидзука
- Торговый центр Арио
- Храм школы Нитирэн